# Central Hockey League 1980-1981
La stagione 1980-1981 è stata la 18ª edizione della Central Hockey League, lega di sviluppo creata dalla National Hockey League per far crescere i giocatori delle proprie franchigie. La stagione vide al via nove formazioni e al termine dei playoff i Salt Lake Golden Eagles conquistarono la loro terza Adams Cup.

## Squadre partecipanti
Rispetto alla stagione precedente si sciolsero i Cincinnati Stingers mentre si iscrissero i Wichita Wind.
- Birmingham Bulls
- Dallas Black Hawks
- Fort Worth Texans
- Houston Apollos
- Indianapolis Checkers
- Oklahoma C. Stars
- Salt Lake Golden Eagles
- Tulsa Oilers
- Wichita Wind

## Stagione regolare
|  | Pos. | Squadra                 | Pt  | G  | V  | S  | N | GF  | GS  | DR   |
|  | ---- | ----------------------- | --- | -- | -- | -- | - | --- | --- | ---- |
|  | 1.   | Dallas Black Hawks      | 119 | 79 | 76 | 16 | 7 | 356 | 233 | +123 |
|  | 2.   | Salt Lake Golden Eagles | 97  | 80 | 46 | 29 | 5 | 368 | 295 | +73  |
|  | 3.   | Indianapolis Checkers   | 94  | 80 | 44 | 30 | 6 | 306 | 238 | +68  |
|  | 4.   | Oklahoma C. Stars       | 80  | 79 | 39 | 38 | 2 | 312 | 328 | -16  |
|  | 5.   | Tulsa Oilers            | 70  | 79 | 33 | 42 | 4 | 285 | 312 | -27  |
|  | 6.   | Wichita Wind            | 67  | 80 | 32 | 45 | 3 | 307 | 346 | -39  |
|  | 7.   | Fort Worth Texans       | 51  | 80 | 24 | 53 | 4 | 204 | 309 | -105 |
|  | 8.   | Birmingham Bulls        | 38  | 58 | 17 | 37 | 4 | 204 | 277 | -73  |
|  | 9.   | Houston Apollos         | 32  | 33 | 12 | 13 | 8 | 97  | 98  | -1   |

Legenda:

      Ammesse ai Playoff
      Fallite a stagione in corso
Note:

Due punti a vittoria, un punto a pareggio, zero a sconfitta.

## Playoff
|  | Primo turno | Primo turno             | Primo turno        |                         |                       | Semifinali              | Semifinali | Semifinali |  |  | Finale | Finale       | Finale |
|  |             |                         |                    |                         |                       |                         |            |            |  |  |        |              |        |
|  | 1           | Dallas Black Hawks      |                    |                         |                       |                         |            |            |  |  |        |              |        |
|  |             | Bye                     |                    |                         |                       |                         |            |            |  |  |        |              |        |
|  |             | 1                       | Dallas Black Hawks | 2                       |                       |                         |            |            |  |  |        |              |        |
|  |             |                         |                    | 2                       |                       |                         |            |            |  |  |        |              |        |
|  |             | 6                       | Wichita Wind       | 4                       |                       |                         |            |            |  |  |        |              |        |
|  | 3           | 6                       | Wichita Wind       | 4                       | Indianapolis Checkers | 2                       |            |            |  |  |        |              |        |
|  | 3           |                         |                    |                         | Indianapolis Checkers | 2                       |            |            |  |  |        |              |        |
|  | 6           | Wichita Wind            | 3                  |                         |                       |                         |            |            |  |  |        |              |        |
|  |             |                         |                    |                         |                       |                         |            |            |  |  | 6      | Wichita Wind | 3      |
|  |             |                         | 2                  | Salt Lake Golden Eagles | 4                     |                         |            |            |  |  |        |              |        |
|  | 2           | Salt Lake Golden Eagles | 3                  |                         |                       |                         |            |            |  |  |        |              |        |
|  | 7           | Fort Worth Texans       | 2                  |                         |                       |                         |            |            |  |  |        |              |        |
|  | 7           | Fort Worth Texans       | 2                  |                         | 2                     | Salt Lake Golden Eagles | 4          |            |  |  |        |              |        |
|  |             |                         |                    |                         | 2                     | Salt Lake Golden Eagles | 4          |            |  |  |        |              |        |
|  |             | 5                       | Tulsa Oilers       | 1                       |                       |                         |            |            |  |  |        |              |        |
|  | 4           | 5                       | Tulsa Oilers       | 1                       | Oklahoma City Stars   | 0                       |            |            |  |  |        |              |        |
|  | 4           |                         |                    |                         | Oklahoma City Stars   | 0                       |            |            |  |  |        |              |        |
|  | 5           | Tulsa Oilers            | 3                  |                         |                       |                         |            |            |  |  |        |              |        |

## Premi CHL
- Adams Cup: Salt Lake Golden Eagles
- Bobby Orr Trophy: Bruce Affleck (Indianapolis Checkers)
- Bob Gassoff Trophy: Dave Feamster (Dallas Black Hawks)
- Iron Man Award: Kevin Devine (Indianapolis Checkers)
- Jake Milford Trophy: Dan Belisle (Dallas Black Hawks)
- Ken McKenzie Trophy: Roland Melanson (Indianapolis Checkers)
- Max McNab Trophy: Don Murdoch (Wichita Wind)
- Phil Esposito Trophy: Joe Mullen (Salt Lake Golden Eagles)
- Terry Sawchuk Trophy: Paul Harrison e Ken Ellacott (Dallas Black Hawks)
- Tommy Ivan Trophy: Joe Mullen (Salt Lake Golden Eagles)